# UFR de médecine en France
En France, les UFR de médecine, appelées traditionnellement facultés de médecine, sont chargées dans une université de former des étudiants à la profession de médecin ou à d'autres professions médicales (sage-femme) ou paramédicales (orthophoniste, orthoptiste, ergothérapeute, etc.). Elles assurent aussi la formation continue des médecins en activité.

## Histoire

### XVIIIesiècle
- Sous l'Ancien Régime, la médecine était l'une des quatre facultés mais on n'y accédait généralement qu'après un passage par la faculté des arts. L'enseignement était essentiellement théorique et reposait sur la lecture et le commentaire des autorités.
- Cependant, à partir de 1750 environ, mais très timidement, une partie pratique intervient, à travers la botanique mais aussi la clinique. Jusqu'à la Révolution, les chirurgiens n'étaient pas des médecins mais étaient considérés comme de simples exécutants relevant du métier mécanique des barbiers. Il y avait cependant dans les hôtels-Dieu des écoles de chirurgie associées à la médecine.
- Les universités sont supprimées en 1793 et les facultés de médecine sont remplacées, l'année suivante, par trois écoles de médecine, installées à Montpellier, Paris et Strasbourg [1],[2],[3].

Avec la création de l'Université impériale, les écoles de médecine reprennent la dénomination de facultés de médecine et leur nombre augmente.

### XIXesiècle
Au XIXe siècle, en réaction à l’évolution technique très rapide de la médecine et à la médiocrité de l’enseignement théorique universitaire, sont instaurés l'Externat et l'Internat, formations pratiques hospitalières accessibles sur concours, l'Internat étant accessible uniquement aux anciens externes. Les étudiants en médecine commencent alors à négliger les examens de la Faculté pour se consacrer à la préparation de ces concours, synonymes d’élite et de qualité de la formation. L'étudiant pouvait arriver au terme de ses études de médecine sans même avoir vu un seul patient, s'il avait raté ou ne s’était pas présenté au concours de l'externat.

### XXesiècle
À partir de la loi Faure de 1968, les facultés de médecine sont intégrées au sein d'une université. Elle cessent d'exister en tant que personne morale et deviennent des Unités d'enseignement et de recherche puis des Unités de formation et de recherche en 1984.

## Liste des UFR de médecine par académie
| Académie                      | Unité de formation et de recherche | Ville                | Région administrative      |
| ----------------------------- | --- | -------------------- | -------------------------- |
| Aix-Marseille                 | Faculté des sciences médicales et paramédicales d'Aix-Marseille université | Marseille            | Provence-Alpes-Côte d'Azur |
| Amiens                        | UFR de médecine de l'université de Picardie Jules Verne | Amiens               | Hauts-de-France            |
| Besançon                      | UFR des sciences de la santé de l'université de Franche-Comté | Besançon             | Bourgogne-Franche-Comté    |
| Bordeaux                      | UFR de médecine de l'université de Bordeaux (anciennement Faculté de médecine et de pharmacie de Bordeaux) | Bordeaux             | Nouvelle-Aquitaine         |
| Clermont-Ferrand              | Faculté de médecine de Clermont-Ferrand | Clermont-Ferrand     | Auvergne-Rhône-Alpes       |
| Créteil (Île-de-France)       | - Faculté de médecine de Créteil - UFR Santé médecine et biologie humaine de l'université Sorbonne Paris Nord (Bobigny) | Créteil Bobigny      | Île-de-France              |
| Dijon                         | Faculté des sciences de la santé de l'université de Bourgogne | Dijon                | Bourgogne-Franche-Comté    |
| Grenoble                      | Faculté de médecine de l'université Grenoble-Alpes | Grenoble             | Auvergne-Rhône-Alpes       |
| Lille                         | - Faculté de médecine de l'université de Lille - Faculté de médecine de l'université catholique de Lille | Lille                | Hauts-de-France            |
| Limoges                       | Faculté de médecine de l'université de Limoges | Limoges              | Nouvelle-Aquitaine         |
| Lyon                          | - Faculté de médecine Lyon Est de l'université Claude Bernard Lyon 1 - Faculté de médecine et de maïeutique Lyon Sud - Charles Mérieux de l'université Claude Bernard Lyon 1 - Faculté de médecine Jacques Lisfranc de l'université Jean-Monnet-Saint-Étienne | Lyon                 | Auvergne-Rhône-Alpes       |
| Montpellier                   | Faculté de médecine de Montpellier-Nîmes | Montpellier          | Occitanie                  |
| Nancy-Metz                    | Faculté de médecine de Nancy (université de Lorraine) | Nancy                | Grand Est                  |
| Nantes                        | Faculté de santé de l'université d'Angers | Angers               | Pays de la Loire           |
| Nantes                        | Faculté de médecine de l'université de Nantes | Nantes               | Pays de la Loire           |
| Nice                          | Faculté de médecine de l'université Côte d'Azur | Nice                 | Provence-Alpes-Côte d’Azur |
| Normandie                     | UFR de santé de l'université Caen-Normandie | Caen                 | Normandie                  |
| Normandie                     | Faculté de médecine et de pharmacie de l'université de Rouen-Normandie | Rouen                | Normandie                  |
| Orléans-Tours                 | Faculté de médecine de l'université de Tours | Tours                | Centre-Val de Loire        |
| Paris (Île-de-France)         | - Faculté de médecine d'Université Paris-Cité (ex-Paris-V Descartes et Paris-VII Bichat-Lariboisière) - Faculté de médecine de Sorbonne Université (ex-Paris-VI Pitié Saint-Antoine)                                                                          | Paris                | Île-de-France              |
| Poitiers                      | Faculté de médecine et de pharmacie de l'université de Poitiers | Poitiers             | Nouvelle-Aquitaine         |
| Reims                         | UFR de médecine de l'université de Reims Champagne-Ardenne | Reims                | Grand Est                  |
| Rennes                        | Faculté de médecine et sciences de la santé de l'université de Bretagne occidentale | Brest                | Bretagne                   |
| Rennes                        | Faculté de médecine de l'université Rennes 1 | Rennes               | Bretagne                   |
| Strasbourg                    | Faculté de médecine de Strasbourg | Strasbourg           | Grand Est                  |
| Toulouse                      | Faculté de médecine de l'université Toulouse III Paul Sabatier | Toulouse             | Occitanie                  |
| Versailles (Île-de-France)    | Faculté de médecine de l'université Paris-Saclay (ex-Paris-XI Kremlin-Bicêtre) | Le Kremlin-Bicêtre   | Île-de-France              |
| Versailles (Île-de-France)    | UFR des sciences de la santé Simone Veil de l'université de Versailles – Saint-Quentin-en-Yvelines (ex-Paris Île-de-France Ouest) | Boulogne-Billancourt | Île-de-France              |
| Anciennes facultés françaises | Faculté de médecine d'Alger | Alger                | Algérie                    |

## Diplômes
À l’issue des études et de la soutenance d’un travail appelé thèse d'exercice, l'université délivre le diplôme d'État de docteur en médecine qui permet de s'inscrire à l'ordre des médecins afin d'exercer la profession.

## Personnel enseignant
Les UFR de médecine ont un corps enseignant composé de
- professeurs des universités-praticiens hospitaliers (PU-PH) et de maîtres de conférences-praticiens hospitaliers (MCU-PH), personnel permanent hospitalo-universitaire
- praticiens hospitaliers universitaires (PHU), Chefs de clinique des universités–Assistants des hôpitaux (CCA) et Assistants Hospitaliers Universitaires (AHU), personnel temporaire hospitalo-universitaire

auxquels se rajoutent des
- praticiens hospitaliers et assistants hospitaliers, personnel non universitaire pouvant être chargés de missions d'enseignement
- professeurs des universités et maîtres de conférences non hospitaliers, par exemple pour les disciplines non médicales (physique, chimie, biologie, psychologie notamment)[4]
- chercheurs et enseignants-chercheurs non hospitaliers
- personnels enseignants du second degré affecté au supérieur[5] : PRAG ou PRCE (langues ou informatique notamment)

Autrefois, les facultés disposaient de professeurs titulaires recrutés par une agrégation de l'enseignement supérieur parmi les docteurs en médecine.

### Professeurs de médecine français célèbres
- Ambroise Paré

#### Écoles de médecine militaire
- Bordeaux
- Lyon-Bron